# Rainer Wekwerth
Rainer Wekwerth (* Januar 1959 in Esslingen am Neckar) ist ein deutscher Schriftsteller.

## Leben
Wekwerth besuchte in Esslingen die Schule.
Zunächst konzentrierte er sich ganz auf das Schreiben von Kurzgeschichten, später schrieb er längere Novellen. Mit 36 veröffentlichte er seinen ersten Roman Emilys wundersame Reise ins Land der Träume. Anschließend folgten zwei weitere Kinderbücher.
In den darauffolgenden Jahren veröffentlichte er unter den Pseudonymen David Kenlock und Jonathan Abendrot erfolgreiche Fantasyromane. Von 2006 bis 2010 nahm er eine kreative Auszeit nach elf Buchveröffentlichungen, die er mit Damian: Die Stadt der gefallenen Engel beendete.
Seine Labyrinth-Reihe handelt von sieben Jugendlichen, die versuchen, dem „Labyrinth“ zu entkommen, indem sie sechs Welten durchqueren, jedoch in jeder Welt einen von ihnen dem Tod überlassen müssen.

## Preise und Auszeichnungen
- 1999: Landespreis für Kinder- und Jugendbuch Baden-Württemberg
- 2002: 2. Platz beim Deutschen Phantastik Preis in der Kategorie „Beste Anthologie“,
- 2013: Jugendbuchpreis „Segeberger Feder“ für Das Labyrinth erwacht
- 2013: Jugendbuchpreis „Ulmer Unke“
- 2013: Nominierung „Buxtehuder Bulle“
- 2013: Jugendbuchpreis „Goldene Leslie“
- 2013: Auswahl Focus 'Die besten Bücher 2013'
- 2017: 2. Platz „Ulmer Unke“
- 2018: Nominierung „Buxtehuder Bulle“
- 2018: Nominierung „Ulmer Unke“
- 2019: Nominierung „Skoutz-Award“
- 2019: Nominierung „Deutscher Phantastik Preis“

## Werke

### Als Rainer Wekwerth
- Traumschlange. Fischer-Taschenbuchverlag, 2004, ISBN 3-596-16344-7.
- Das Hades-Labyrinth. Fischer-Taschenbuchverlag, 2005, ISBN 3-596-16375-7.
- Blink of Time. Arena, 2015, ISBN 978-3-401-60094-9.
- Camp 21: Grenzenlos gefangen. Arena, 2017, ISBN 978-3-401-60177-9.
- Familie Sargnagel. Planet!, 2018, ISBN 978-3-522-50617-5.
- Ghostwalker Planet!, 2021, ISBN 978-3-522-50688-5.
- Shadow Land: Tödliche Wildnis. Planet!, 2022, ISBN 978-3-522-50762-2.

#### Damian
1. Damian: Die Stadt der gefallenen Engel. Arena, 2010, ISBN 978-3-401-06513-7.
2. Damian: Die Wiederkehr des gefallenen Engels. Arena, 2012, ISBN 978-3-401-06591-5.

#### Das Labyrinth
1. Das Labyrinth erwacht. Arena, 2013, ISBN 978-3-401-06788-9.
2. Das Labyrinth jagt dich. Arena, 2013, ISBN 978-3-401-06789-6.
3. Das Labyrinth ist ohne Gnade. Arena, 2014, ISBN 978-3-401-06790-2.
4. Das Labyrinth vergisst nicht. Buchheim, 2019, ISBN 978-3-946330-18-9.

#### Pheromon (in Zusammenarbeit mitThariot)
1. Pheromon - Sie riechen dich. Planet!, 2018, ISBN 978-3-522-50553-6.
2. Pheromon 2 - Sie sehen dich. Planet!, 2018, ISBN 978-3-522-50554-3.
3. Pheromon 3 - Sie jagen dich Planet!, 2019, ISBN 978-3-522-50555-0.

Beastmode
1. Beastmode: Es beginnt Planet!, 2020, ISBN 978-3-522-50630-4.
2. Beastmode: Gegen die Zeit Planet!, 2020, ISBN 978-3-522-50631-1.

### Als David Kenlock
- Dunkles Feuer. Scherz, 2004, ISBN 3-502-51999-4.
- Schatten. Heyne, 1999, ISBN 3-453-15632-3.
- Die leise Stimme des Todes. Fischer Scherz, 2003, ISBN 3-502-51903-X.

### Als Jonathan Abendrot
- Hubert oder die Suche nach einem verwunschenen Schloss. Quell, 1998, ISBN 3-7918-2911-4.
- Vierauge und der Spuk um Mitternacht. Quell, 1998, ISBN 3-7918-2961-0.
- Vierauge und das gefälschte Gemälde. Quell, 1998, ISBN 3-7918-2960-2.
- Emilys wundersame Reise in das Land der Träume. Quell, 1996, ISBN 3-7918-2902-5.